# 香川県道38号三木牟礼線
香川県道38号三木牟礼線（かがわけんどう38ごう みきむれせん）は、香川県木田郡三木町から高松市に至る県道（主要地方道）である。

## 概要

### 路線データ
- 起点：木田郡三木町大字氷上
- 終点：高松市牟礼町原

## 歴史
- 1982年（昭和57年）4月1日 - 香川県道143号井上平木線が建設省により主要地方道 三木牟礼線に指定される。
- 1990年（平成2年）11月30日 - 新立石トンネルが開通。
- 1993年（平成5年）5月11日 - 建設省から、県道三木牟礼線が三木牟礼線として主要地方道に指定される[1]。
- 1997年（平成9年） - 起点を平木橋交差点から氷上交差点へ延長。

## 路線状況

### 重複区間
- 香川県道147号太田上町志度線（木田郡三木町・引宮神社北 - 生六宮南）
- 香川県道272号高松志度線（高松市・王子権現前交差点 - 王子交差点）

### 道路施設
橋梁
- 高野橋（新川、木田郡三木町大字平木 - 同町大字平木）

トンネル
- 新立石トンネル（木田郡三木町大字井上 - 高松市牟礼町原）

## 地理

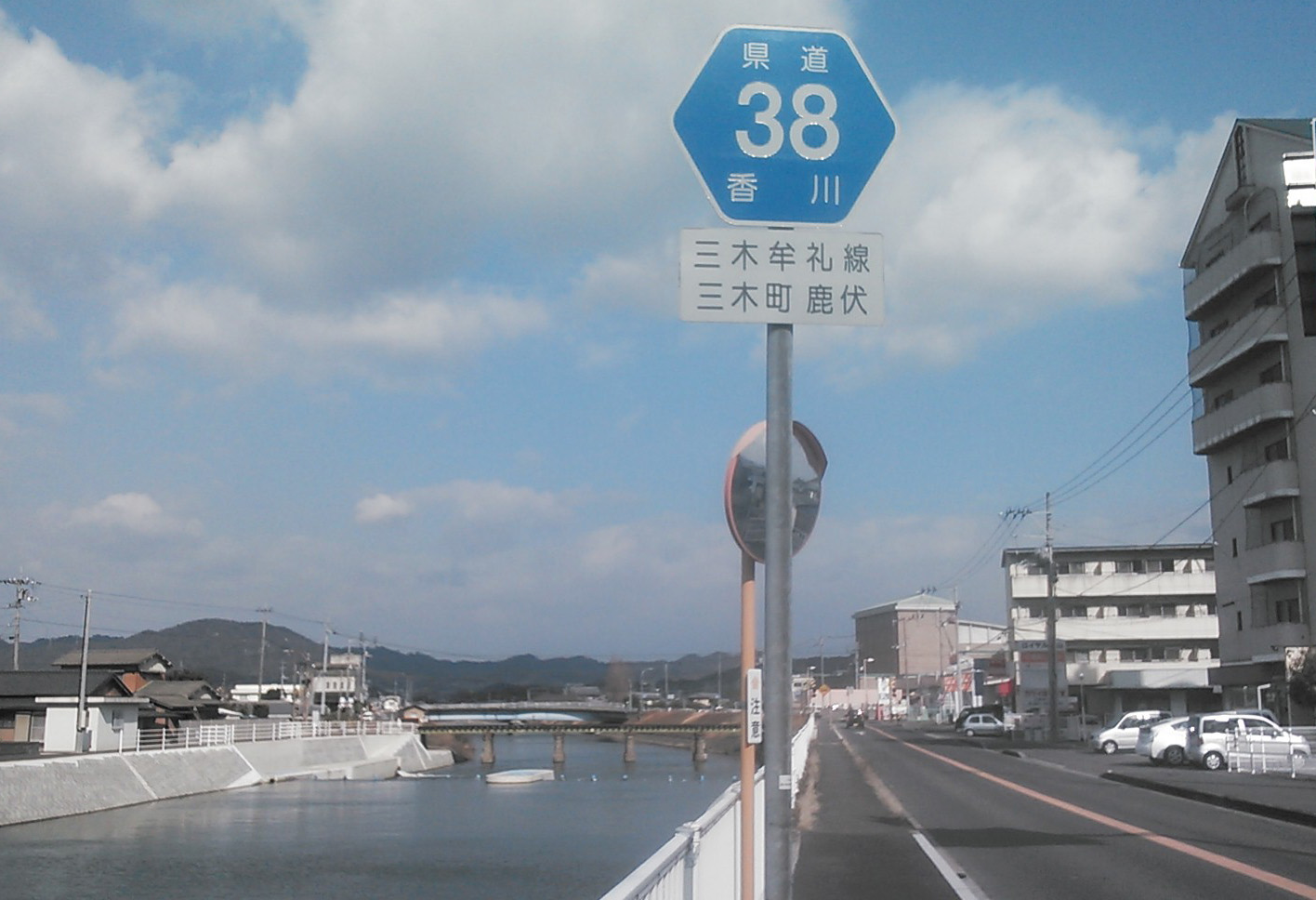
三木町鹿伏、平木橋交差点北側より北向。横の川は新川。川の奥(西側)に高松琴平電気鉄道長尾線新川橋梁と本路住吉橋を見る事が出来る。東側に存在するのは手前から集合住宅と新川堤防踏切およびベルシティと三木町文化交流プラザ。

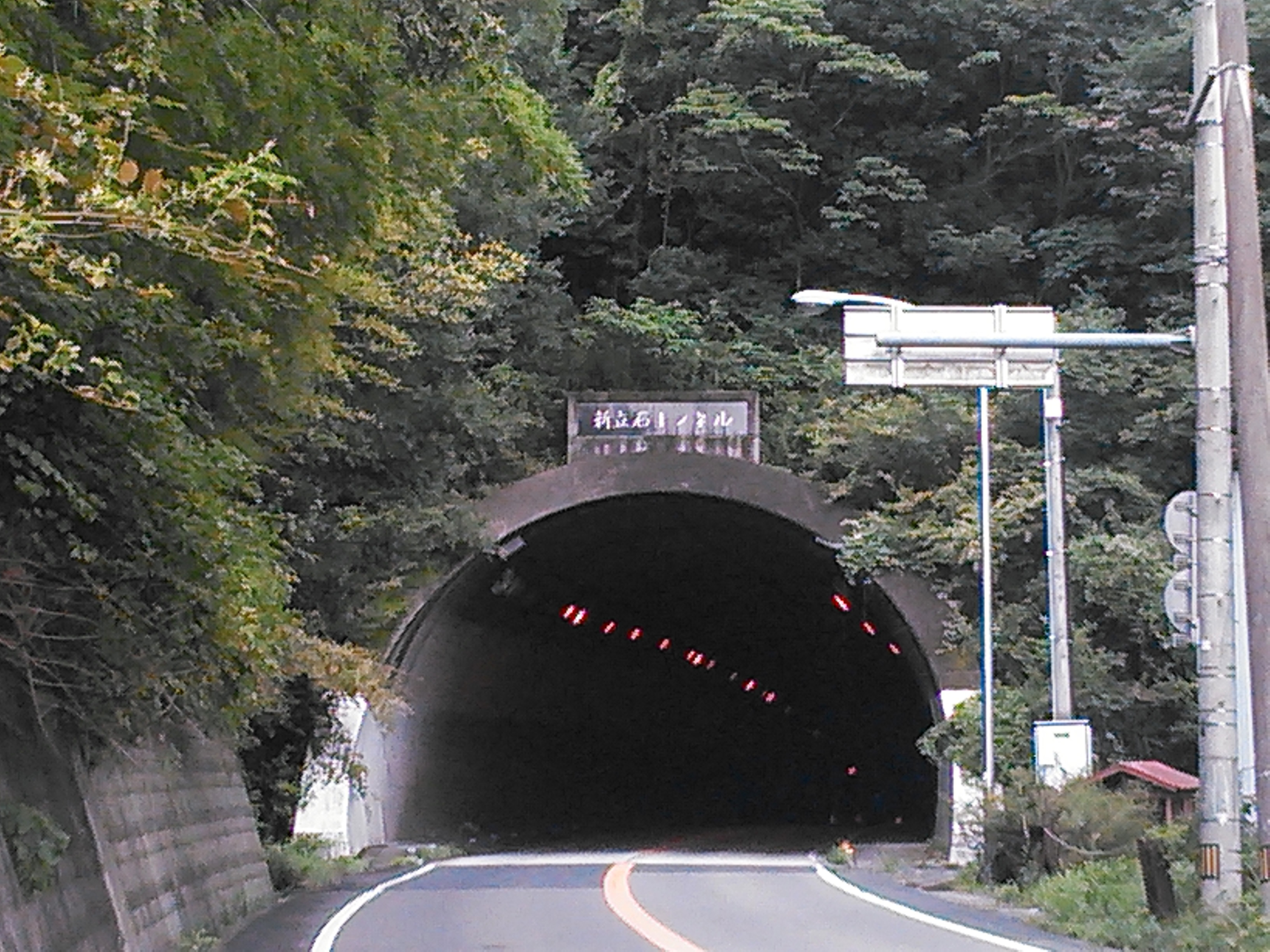
新立石トンネル

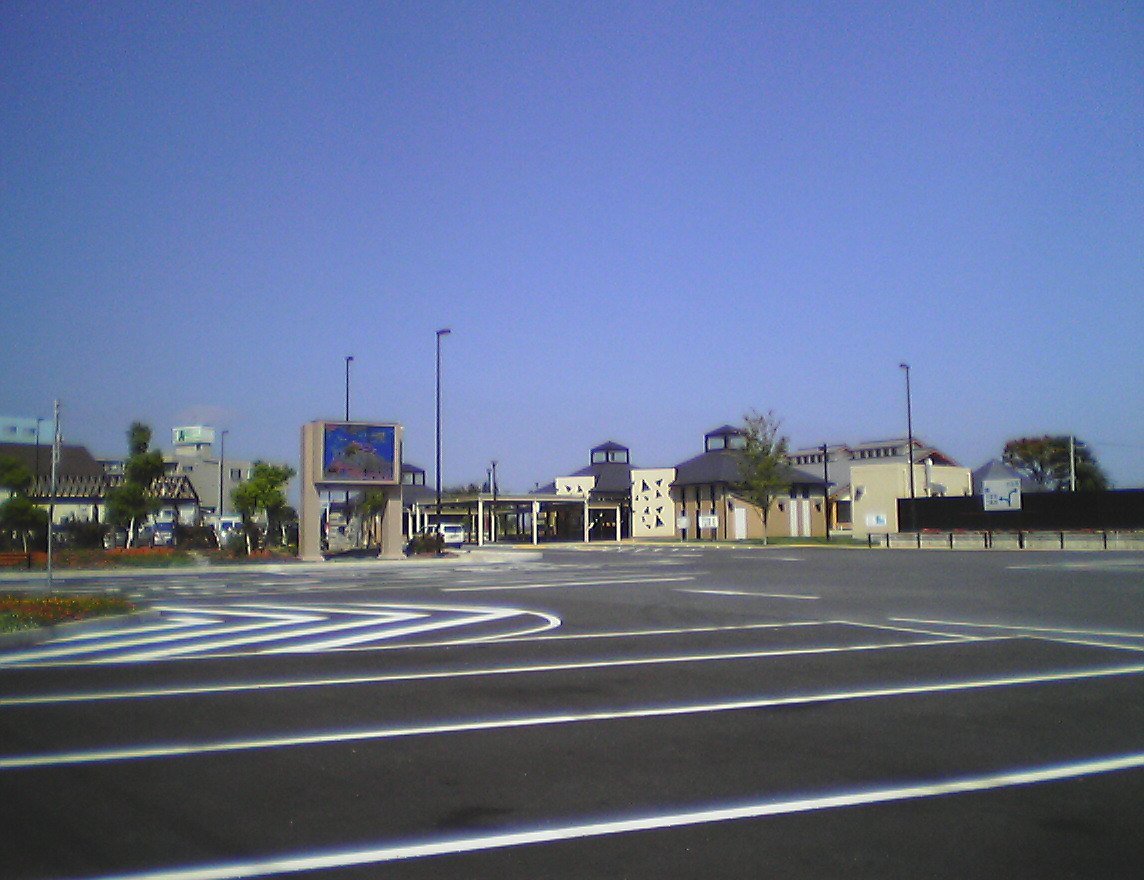
道の駅 源平の里 むれ

### 通過する自治体
- 木田郡三木町
- 高松市

### 交差する道路
| 接続する道路 東・北← 〈県道38号三木牟礼線〉 →西・南 | 接続する道路 東・北← 〈県道38号三木牟礼線〉 →西・南 | 交差点                   | 交差点 | 交差点   |
| --------------------------------------------------- | --------------------------------------------------- | ------------------------ | ------ | -------- |
| 町道花丸寺ノ前線（寺ノ前方面）                      |                                                     |                          |        |          |
| 〈さぬき東街道〉 県道10号高松長尾大内線             | 〈さぬき東街道〉 県道10号高松長尾大内線             | 氷上                     | 三木町 | 氷上地区 |
| 古川                                                | 古川                                                | 長生橋                   | 三木町 | 氷上地区 |
| 〈長尾街道〉 町道池戸井戸線                         | -                                                   | 鹿伏                     | 三木町 | 平井地区 |
| 〈学園通り〉 町道鹿伏南地線                         | -                                                   | 鹿伏                     | 三木町 | 平井地区 |
| -                                                   | 〈長尾街道〉 町道池戸井戸線                         | 平木橋                   | 三木町 | 平井地区 |
| -                                                   | 町道                                                | 平木橋                   | 三木町 | 平井地区 |
| -                                                   | 〈旧・長尾街道〉 町道                               | 平木橋                   | 三木町 | 平井地区 |
| ことでん長尾線                                      | ことでん長尾線                                      | 新川堤防踏切             | 三木町 | 平井地区 |
| 新川                                                | 新川                                                | 住吉橋                   | 三木町 | 平井地区 |
| 新川                                                | 新川                                                | 高野橋                   | 三木町 | 平井地区 |
| 町道                                                | 町道高野大宮線                                      | 高野橋北                 | 三木町 | 平井地区 |
| 県道37号三木津田線                                  | -                                                   | 高野                     | 三木町 | 平井地区 |
| -                                                   | 町道川東医大線                                      | 井上川東                 | 三木町 | 平井地区 |
| 寒国川                                              | 寒国川                                              | 寒国川橋                 | 三木町 | 平井地区 |
| 県道147号太田上町志度線                             | -                                                   | （引宮神社北）           | 三木町 | 平井地区 |
| -                                                   | 県道147号太田上町志度線                             | （生六宮南）             | 三木町 | 平井地区 |
| 町道北地中谷線                                      | -                                                   | （さぬき三木IC南）       | 三木町 | 平井地区 |
| さぬき三木IC出口 車両進入禁止                       | 国道11号高松東バイパス (下り車線)                   | さぬき三木IC前           | 三木町 | 平井地区 |
| E11 高松自動車道（高架区間）                        | E11 高松自動車道（高架区間）                        | 柿谷高架橋               | 三木町 | 平井地区 |
| さぬき三木IC入口                                    | 国道11号高松東バイパス (上り車線)車両進入禁止       | さぬき三木IC前           | 三木町 | 平井地区 |
| 新立石トンネル                                      |                                                     |                          |        |          |
| （本線）                                            | 県道272号高松志度線                                 | 王子権現前               | 高松市 | 牟礼地区 |
| 県道272号高松志度線                                 | 市道                                                | 王子                     | 高松市 | 牟礼地区 |
| 市道                                                | 市道                                                | （宮ノ前）               | 高松市 | 牟礼地区 |
| （未開通区間）                                      |                                                     |                          | 高松市 | 牟礼地区 |
| JR四国高徳線                                        | JR四国高徳線                                        | （高架区間）             | 高松市 | 牟礼地区 |
| 国道11号                                            | 国道11号                                            | （道の駅源平の里むれ前） | 高松市 | 牟礼地区 |
| 道の駅源平の里むれ                                  |                                                     |                          |        |          |